# João Ricardo
João Ricardo Pereira Batalha dos Santos Ferreira (Luanda, 1970. január 7. –) angolai válogatott labdarúgó.

## Fordítás
- Ez a szócikk részben vagy egészben  a   João Ricardo című angol Wikipédia-szócikk fordításán alapul.  Az eredeti cikk szerkesztőit annak laptörténete sorolja fel. Ez a jelzés csupán a megfogalmazás eredetét és a szerzői jogokat jelzi, nem szolgál a cikkben szereplő információk forrásmegjelöléseként.